# ۱۴۷۴ (میلادی)
۱۴۷۴ (میلادی) هزار و چهارصد و هفتاد و چهارمین سال تقویم میلادی است.

## درگذشتگان
- ۲۷ نوامبر – گویلام دوفی، آهنگساز فرانسوی (ز. ۱۳۹۷)